# Lispe siamensis
Lispe siamensis är en tvåvingeart som beskrevs av Shinonaga och Tadao Kano 1989. Lispe siamensis ingår i släktet Lispe och familjen husflugor.
Artens utbredningsområde är Thailand. Inga underarter finns listade i Catalogue of Life.